# Avenida Eduardo de Habich
La avenida Eduardo de Habich es una de las principales avenidas del distrito de San Martín de Porres, en la ciudad de Lima, capital del Perú. Se extiende de este a oeste, a lo largo de siete cuadras. Su trazo es continuado al oeste por la avenida José Granda. En la intersección con la avenida Túpac Amaru, se ubica la estación UNI del Metropolitano.

## Recorrido
Se inicia en la avenida Túpac Amaru, cerca de la puerta N°04 del campus de la Universidad Nacional de Ingeniería.